# 约翰·牛顿 (运动员)
约翰·牛顿（英語：John Newton，？—），澳大利亚前男子草地滚球、斯诺克运动员。他曾代表澳大利亚参加1968年和1984年夏季残疾人奥林匹克运动会，获得二枚铜牌。